# Kijkwand

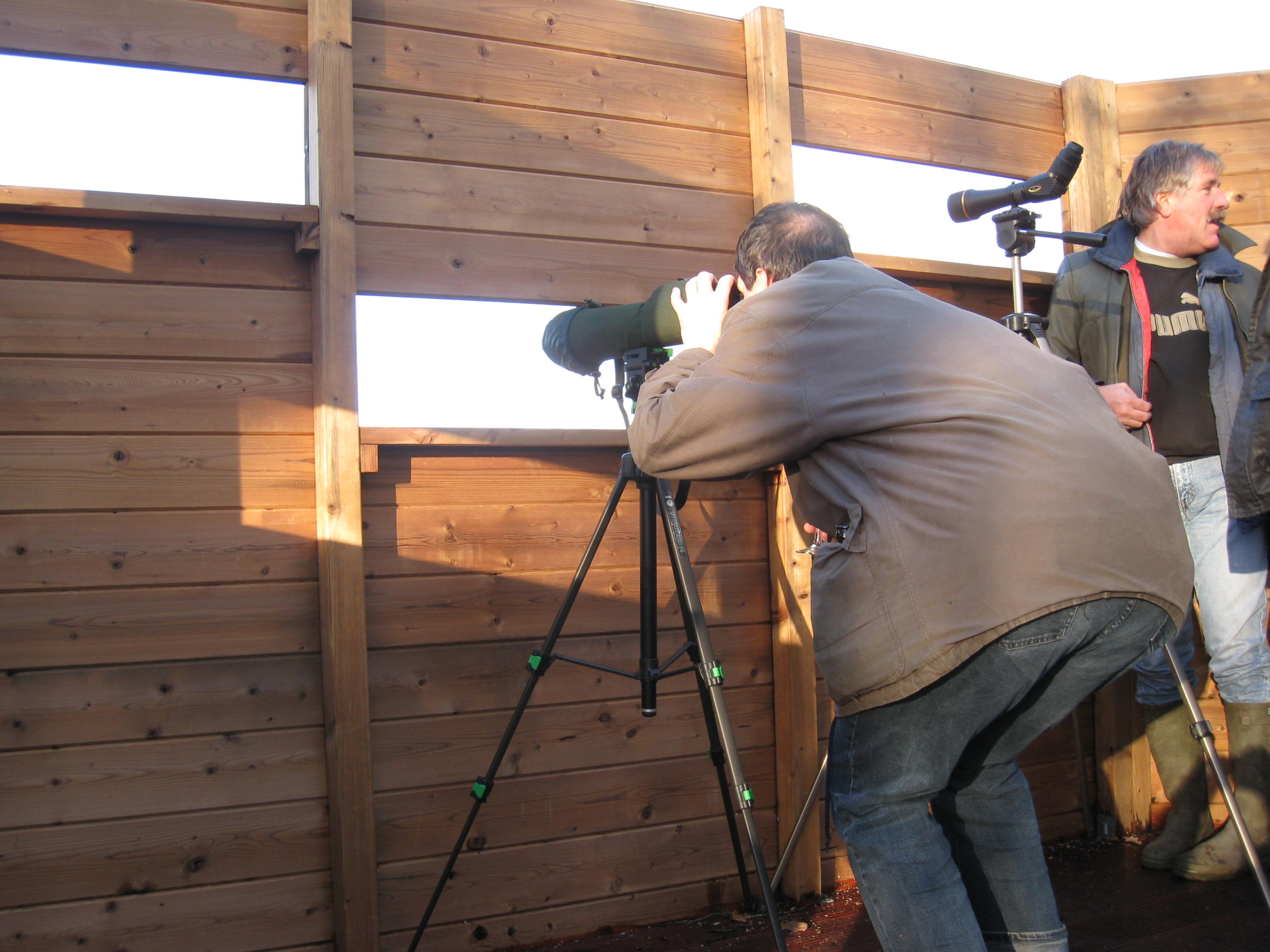
Vogelkijkwand aan De Maten te Diepenbeek

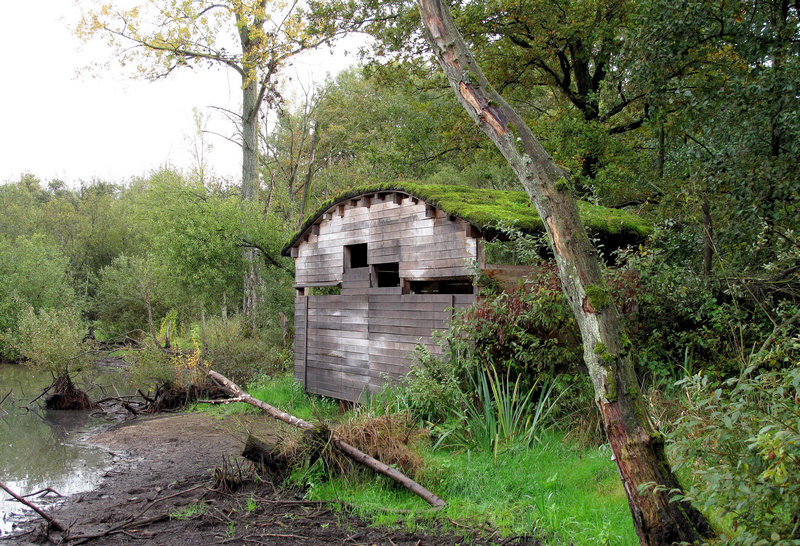
Vogelkijkhut in het Trichelbroek

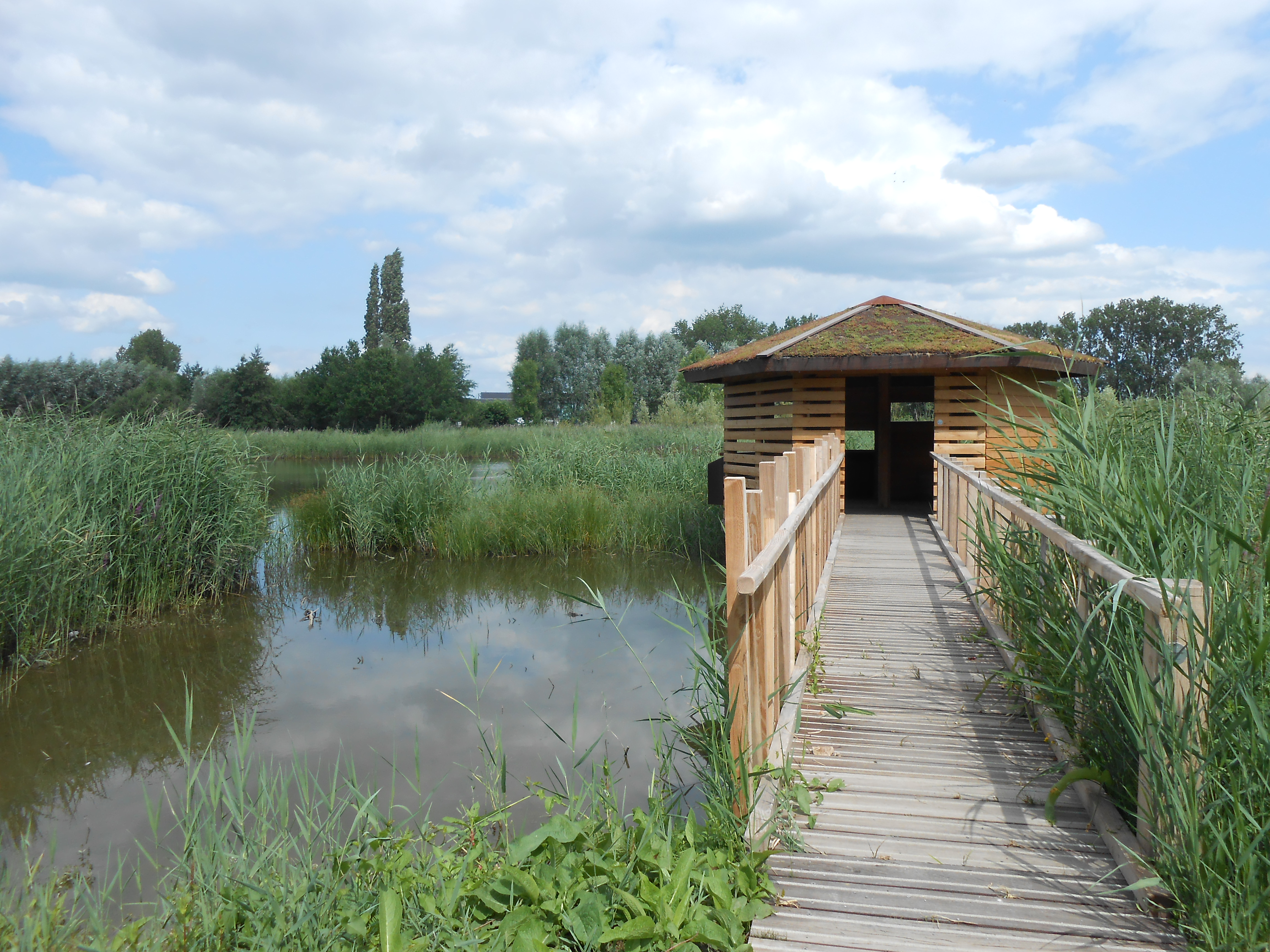
Vogelkijkhut in de Jutse Plassen

Een kijkwand, kijkscherm of kijkhut is een van verschillende kijkopeningen voorziene observatiegelegenheid. Een bekende vorm is de vogelkijkwand.
Een wand of hut wordt geplaatst aan de rand van een natuurgebied, bijvoorbeeld in een rietkraag bij een water waar veel vogels zich verzamelen. Van achter deze wand kunnen vogelaars en andere belangstellenden de natuur van dichtbij of via verrekijkers observeren zonder de fauna te verstoren. Het is hierbij ook sterk aan te raden om de telefoon uit te zetten. Vogels en/of dieren kunnen schrikken als deze afgaat en dan weglopen of wegvliegen.
Indien een kijkwand van een dak is voorzien zodat men er ook bij slecht weer van gebruik kan maken, spreekt men van een kijkhut. De wanden of hutten zijn vaak voorzien van een toeleidende gang van twee evenwijdig geplaatste rijen palen waartussen wanden van gevlochten takken zoals wilgentenen zijn aangebracht.
Een kijkwand kan zich ook bevinden bij een open plaats, met doorsnede van 10 meter, die beplant is met kruiden die een lekkernij zijn voor dieren. Voor vogels kunnen er vogelvriendelijke struiken geplant worden, bijvoorbeeld besdragers zoals de Gelderse roos, de meidoorn, de sleedoorn of de hondsroos.
Vogelkijkwanden worden voor gebruik door het publiek beschikbaar gesteld door natuurorganisaties als Natuurmonumenten in Nederland of Natuurpunt in Vlaanderen. Doorgewinterde vogelaars bouwen soms een eigen schuilhut.